# Conversations with Friends
Conversations with Friends, ou Conversations entre amis au Québec, est une série télévisée irlandaise en douze épisodes d'environ 28 minutes réalisée par Lenny Abrahamson et Leanne Welham, adaptée par Alice Birch du roman du même titre de 2017 de l'auteure irlandaise Sally Rooney, développée par Element Pictures, et diffusée à partir du 15 mai 2022 sur RTÉ, ainsi que sur BBC Three et Hulu. Il s'agit de la deuxième adaptation par cette équipe d'un roman de Sally Rooney après Normal People en 2020.
Au Canada, elle est disponible le lendemain sur Amazon Prime Video.

## Distribution

### Acteurs principaux
- Alison Oliver (en) (VF : Victoria Grosbois) : Frances
- Sasha Lane (VF : Fily Keita) : Bobbi Connolly
- Joe Alwyn (VF : Yoann Sover) : Nick Conway
- Jemima Kirke (VF : Pascale Mompez) : Melissa Conway

### Acteurs secondaires
- Tadhg Murphy : Derek
- Emmanuel Okoye : Andrew
- Charlie Maher : Dr Simon O'Dowd
- Sarah Jane Seymour : Emer

 Source et légende : version française (VF) sur RS Doublage

## Épisodes
Les épisodes, sans titres, sont numérotés de un à douze.